# Kostel svatého Michaela archanděla (Náchod)
Kostel svatého Michaela archanděla v Náchodě je vystavěn v barokním slohu. Nachází se jihozápadně od náměstí T. G. Masaryka v Komenského ulici, v malém parčíku u budovy náchodského gymnázia. Při rekonstrukcích ulice se dostal pod její úroveň.

## Historie
Kostel byl vystavěn mezi lety 1710 a 1716, kdy byl i vysvěcen a kolem kostela na tehdejším předměstí Náchoda vznikl i hřbitov, který byl používán do roku 1856. V roce 1791 za reforem císaře Josefa II. byl kostel zrušen a prodán. Opraven a znovu vysvěcen byl v roce 1846. Od roku 1873 byl školním kostelem a je jím i v současnosti. V roce 1875 byl vybudován nový sanktusník. V kostele měl svou primici náchodský rodák, pozdější biskup litoměřický, národní buditel a učenec p. Josef Hurdálek.

## Stavba
Kostel je jednoduchá stavba v raně barokním slohu toskánského stylu. Půdorys je obdélníkový, kostel je jednolodní. Průčelí s hlavním vstupem a pískovcovým portálem je obráceno do ulice. V nikách průčelí jsou sochy sv. Václava vlevo a sv. Jana Nepomuckého vpravo od neznámého autora z doby po roce 1742. Sochy byly původně umístěny na mostě přes Metuji směrem z Náchoda na Kladsko. Okna kostela jsou zdobena šambránou. Sedlová střecha je protažena nad apsidu, která má rozměry 7,3 x 5,3 metrů. Kruchta je dřevěná s balustrádou z hranatých kuželek.

## Bohoslužby
Bohoslužby se zde konají během školního roku v neděli v 10.15 (dětská).

## Galerie

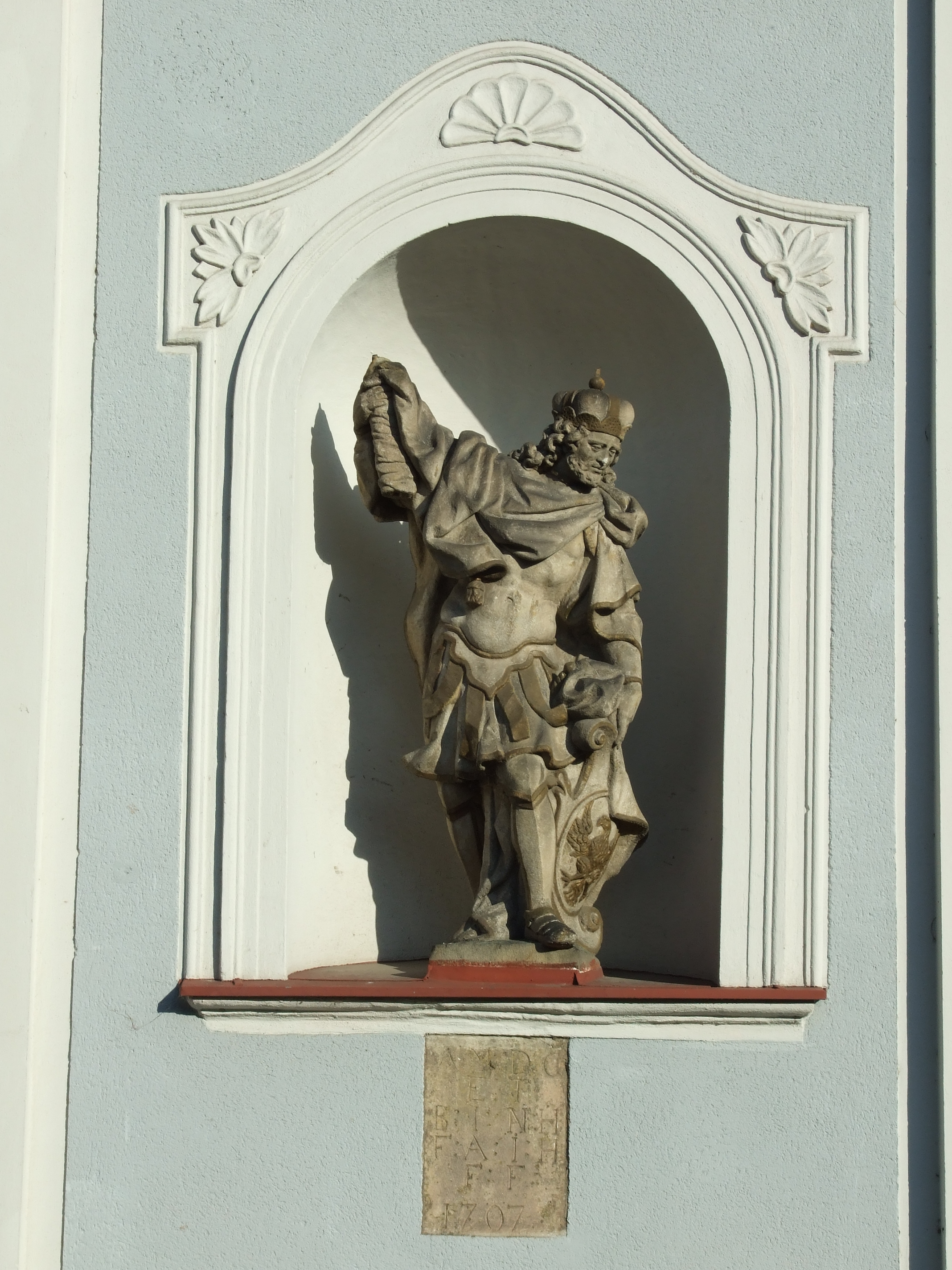
Socha sv. Václava
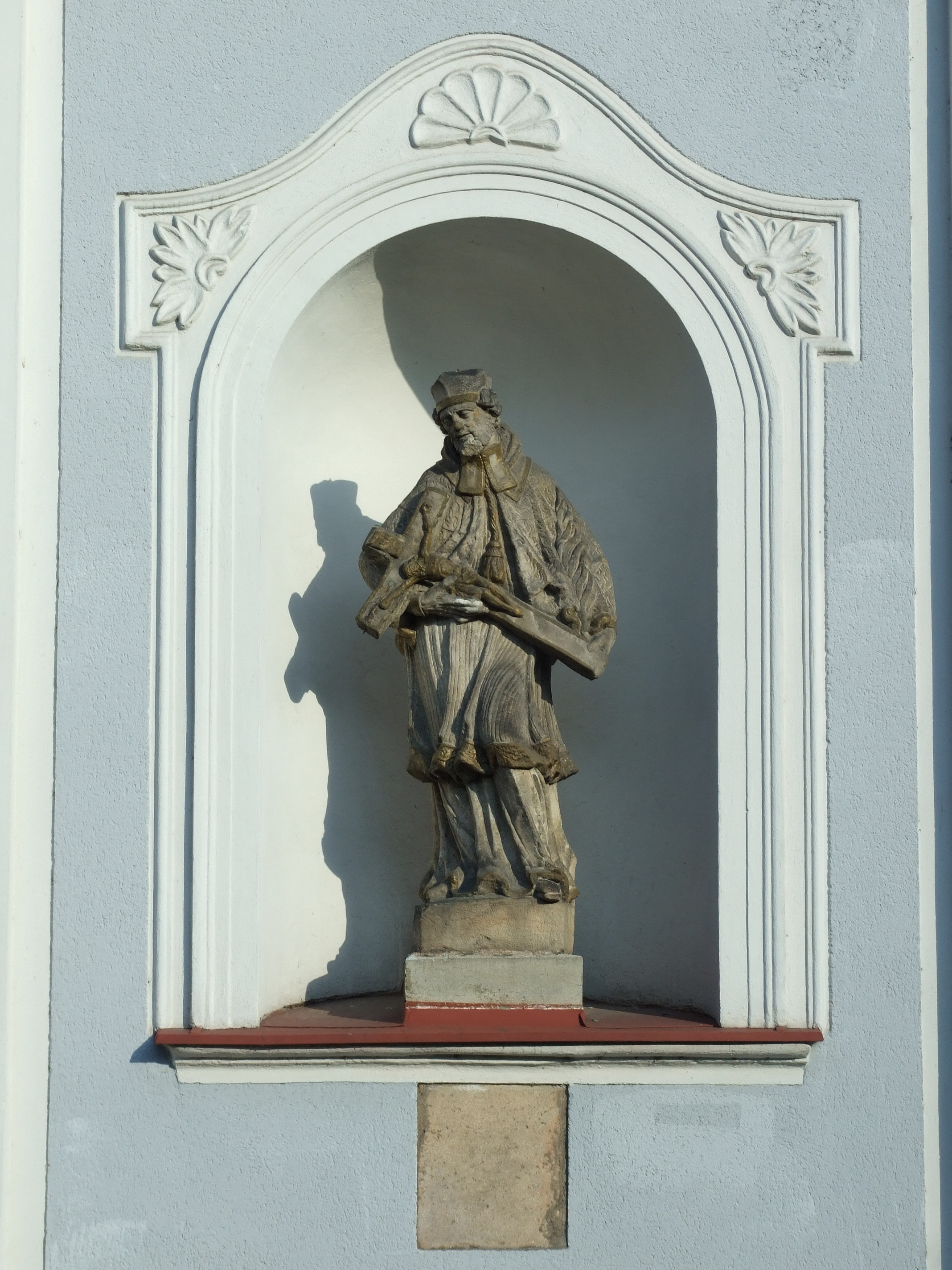
Socha sv. Jana Nepomuckého
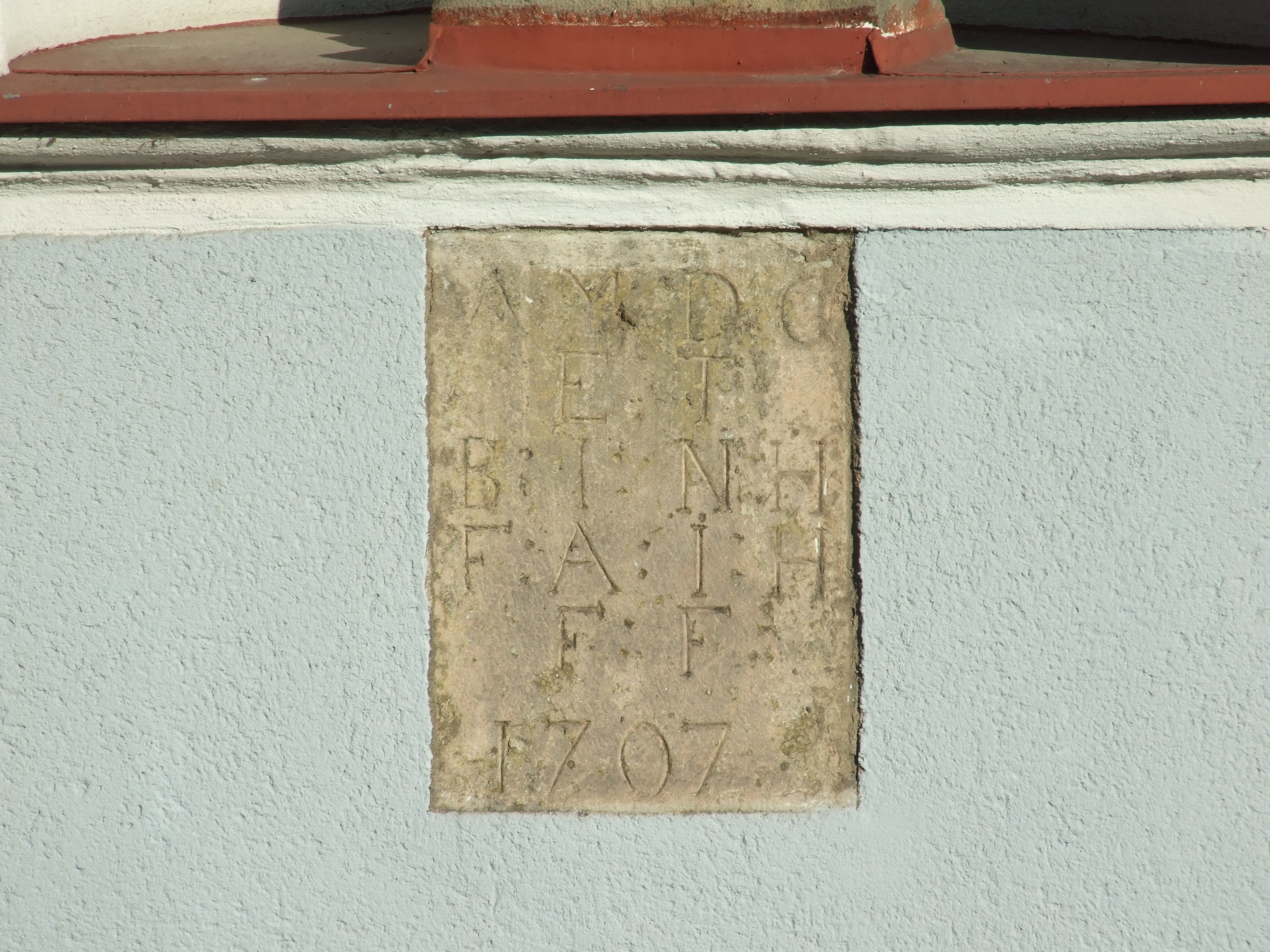
Pískovcová deska
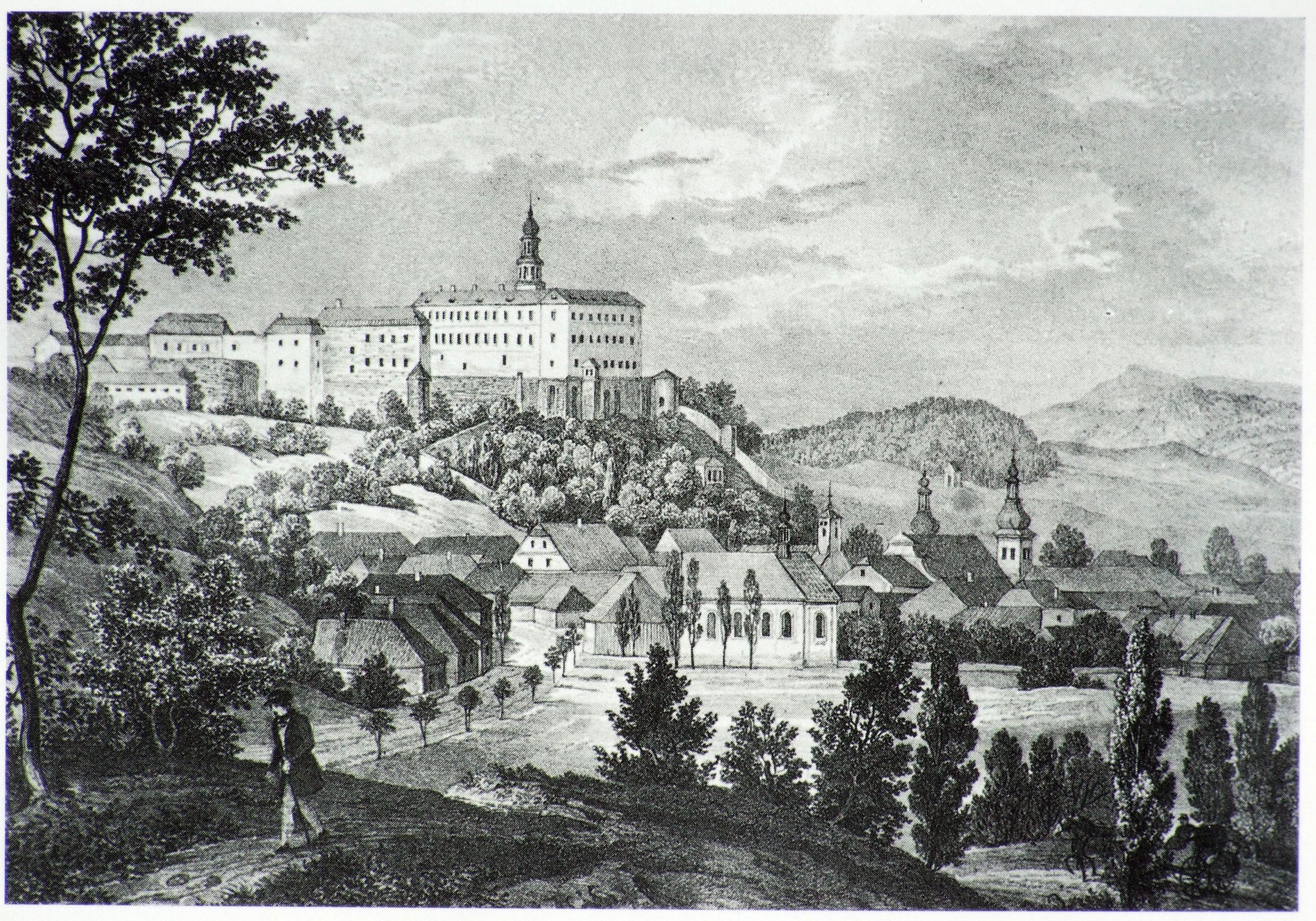
Litografie po r. 1860
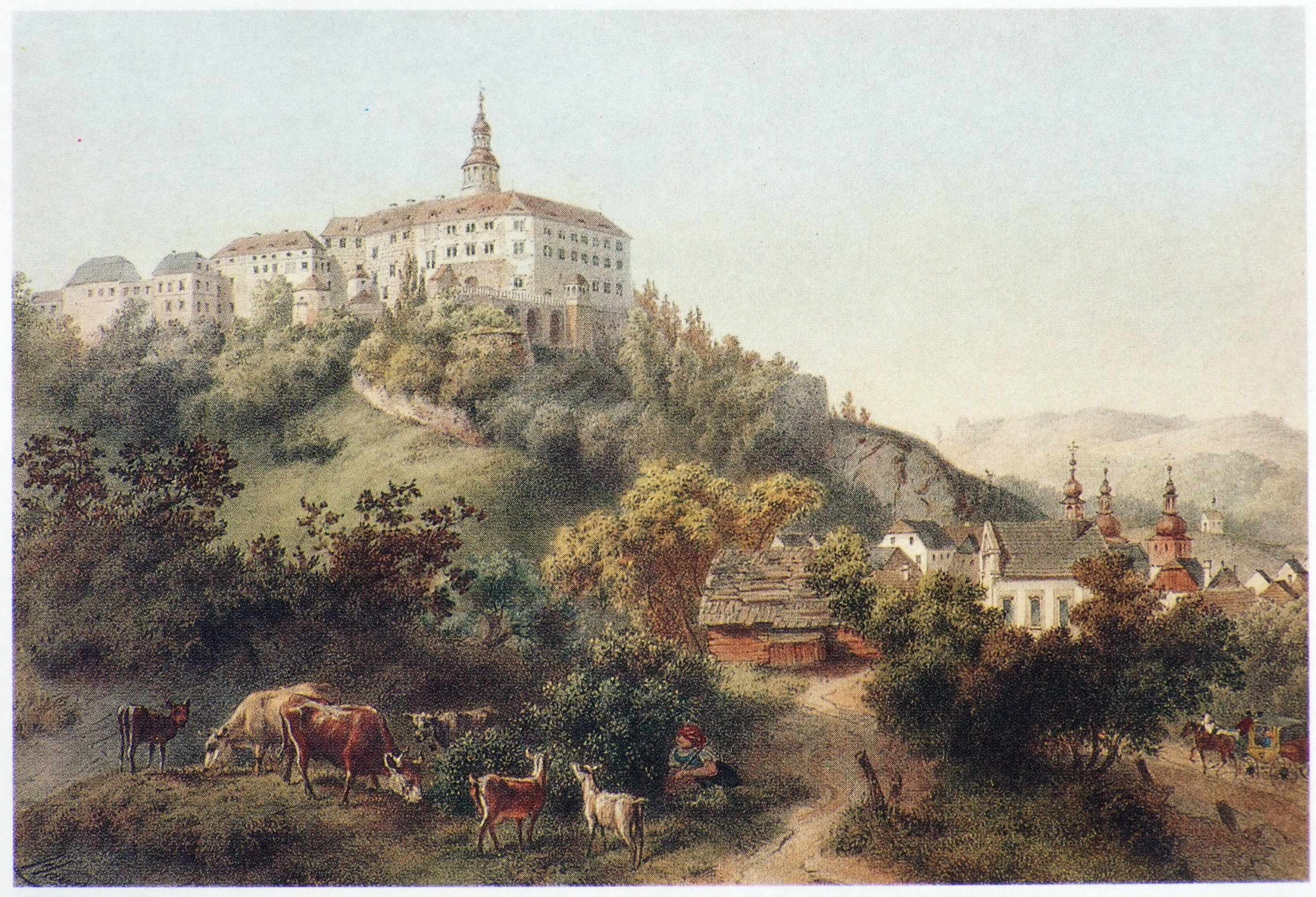
Chromolitografie 1867